# 近内仁子
近内 仁子（こんない じんこ、1969年7月15日 - ）は、日本の女優。栃木県出身。大沢事務所所属。

## 来歴
1985年、栃木県立宇都宮女子高等学校入学。同級生に橋本奈都江（フリーアナウンサー）がいる。1989年、劇団青い鳥入団。
1992年、千葉大学教育学部卒業。
2025年3月31日、同日付でオフィスPACが事業停止したことに伴い、翌4月1日付で大沢事務所に移籍。

## 人物
特技は少林寺。趣味はゴスペル。

## 出演

### テレビ番組
- クイズダービー（TBS、1988年11月）　※大学在籍時に出場者として出演
- 世界謎紀行・神々のいたずら（TBS、1996年10月13日 - 1997年9月21日）
- エンターテインメントニュース（NHK BS2） - キャスター

### テレビドラマ
- お玉・幸造夫婦です（よみうりテレビ、1994年）
- 天うらら（NHK、1998年）

### 映画
- 四姉妹物語（東宝、1995年1月28日）
- 鉄塔 武蔵野線（1997年）
- かわいいひと（1998年）
- BLISTER（2000年）
- 狗神（角川映画、2001年）

### 舞台
- ハンブン東京 （2007年11月16日 - 18日公演）

### CM
- 山田養蜂所
- NTTドコモ
- 東京ビューティーセンター（1993年）
- 富士通　「FMV」（1994年） 高倉健と共演
- ホテル日航福岡　（ブライダル）
- JA栃木
- 日立製作所　企業CM　『孫の名前篇』
- ジョンソン&ジョンソン　（バンドエイド）
- 日産自動車　「10億円マイレージキャンペーン」
- 富士ゼロックス
- 花王　「アタッククギフト」
- ユニ・チャーム　「ペットケア」
- ソニー　VAIO type A　『深夜のダイニング篇』　妻役　甲本雅裕、根本一輝、猪股星哉らと共演　（2006年5月29日〜）
- 大和ハウス　「外張り断熱の家」（2007年）ラサール石井と共演（妻役）
- 日本ケロッグ
- ジャパネットたかた　カタログ『弟篇』　姉役　国分太一(弟役)と共演　（2010年）

### 吹き替え

#### 映画（吹き替え）
- アポストル 復讐の掟（2018年）
- シティーハンター THE MOVIE 史上最香のミッション（2019年） - グランドホステス 役[5]
- マーダー・ミステリー（2019年）
- ワンス・アポン・ア・タイム・イン・ハリウッド（2020年） - ジャネット 役〈ゾーイ・ベル〉[6]
- ルーシー・イン・ザ・スカイ（2020年） - ケイト 役〈ティグ・ノタロ〉[7]
- ハドソン川の奇跡（2020年） - エリザベス・デイヴィス 役〈アンナ・ガン〉※ザ・シネマ版
- ザ・ターニング（2020年） - ダーラ・マンデル 役〈ジョエリー・リチャードソン〉
- アイム・ユア・ウーマン（2020年）
- クルエラ（2021年）[8]
- ザ・ラスト・マーセナリー（2021年）[9]
- インヘリタンス（2021年） - キャサリン 役〈コニー・ニールセン〉[10]
- バイオハザード: ウェルカム・トゥ・ラクーンシティ（2022年）[11]
- ホワイト・ノイズ（2022年）
- マディのおしごと 恋の手ほどき始めます（2023年） - アリソン 役〈ローラ・ベナンティ〉[12]
- 死霊館のシスター 呪いの秘密（2024年） - クロエ 役〈ナタリア・サフラン〉[13]
- 武道実務官（2024年）
- アイリッシュ・ウィッシュ（2024年）
- ライオン・キング:ムファサ（2024年[14]）
- ブルータリスト（2025年）

#### ドラマ
- グッド・ファイト（2017年） - リズ・レディック＝ローレンス 役〈オードラ・マクドナルド〉[15]
- アウトサイダー（2020年） - グローリー・メイトランド 役〈ジュリアンヌ・ニコルソン〉
- ワンダヴィジョン（2021年）
- HEARTSTOPPER ハートストッパー（2022年） - サラ 役
- カササギ殺人事件（2022年）
- ロング・ブライト・リバー（2025年）
- トレマーでの最後の夜に（エルビラ〈ノラ・ナバス〉）

#### アニメ
- あの夏のルカ（コンチェッタ[16]）
- カンフー・パンダ 4 伝説のマスター降臨
- ザ・シンプソンズ（エドナ・クラバーペル先生〈2代目〉 他）

#### ゲーム
- ファイナルファンタジーVII リバース（2024年）

### テレビアニメ
- 謎解きはディナーのあとで（2025年、沢村孝子[17]）
- よふかしのうた Season2（2025年、カブラの母親[18]）